# Сребриста сьомга
Сребриста сьомга (Oncorhynchus kisutch) е мигрираща тихоокеанска риба от семейство Пъстървови.

## Разпространение
Видът се среща от азиатското крайбрежие на Тихия океан от устието на река Анадир, цяла Камчатка и на изток съм Северна Америка от Аляска до Калифорния - устието на река Сакраменто. Среща се и на островите Сахалин и Хокайдо, както и в притоците на Амур.

## Описание
Сребристата сьомга е едра риба, достигаща до 98 cm дължина и тегло от 14 kg. Характерно е яркото сиво оцветяване на люспите.